# BSN49/P27
BSN49/P27, también conocido como Gona BSN49/P27 o la pelvis de Gona, es el nombre de catálogo de los restos fósiles de un esqueleto de Homo erectus de un antigüedad de entre 900 000 y 1,4 millones de años, dentro del Calabriense (Pleistoceno temprano), encontrados en la formación Busidima del yacimiento de Gona, Afar, Etiopía. El hallazgo fue realizado en 1999, y posteriormente descrito por S. W. Simpson et al. en 2008.
BSN49 es el nombre del sitio paleontológico en el río Gona.

## Taxonomía y descripción
La primera descripción que se hizo del fósil lo atribuyó a H. erectus, siendo uno de los motivos el argumento de la ubicación y época (0,9-1,4 Ma) que solo coincidiría con la presencia de esta especie. Sin embargo esta atribución fue discutida por Ruff con base, especialmente, en el pequeño tamaño del espécimen, sugiriendo como posible la pertenencia a la especie Australopithecus (Paranthropus) boisei. Esta corrección fue contestada y rechazada por los autores iniciales, reiterando a H. erectus como la más probable.
BSN49/P27 es una pelvis de hembra erectus adulta que comprende casi todo el lado derecho, gran parte del izquierdo, el coxis, al que solo le faltan la cuarta y quinta vértebras, y la última vértebra lumbar, fósiles numerados como BSN49/P27a-d, y que por simetría permiten reconstruir el canal del parto completo, siendo el primer pubis completo del Pleistoceno temprano.
Utilizando como referencia principal el aceptábulo de la cabeza del fémur se estimó una altura  entre 1,20 y 1,46 metros. Por ejemplo, KNM-WT 15000, otra hembra de H. erectus tiene una estimación de 1,85 m. Ruff (2010) calculó un peso de 33,2 kg, aunque otros llegan a un rango de 36 a 43 kg.
La pelvis de Gona se ha descrito como un caso de canal del parto de gran tamaño dada la estatura del ejemplar, que corresponden a una hembra de baja estatura, pero con una pelvis grande que le permitía parir bebés con un tamaño de cabeza rondando el 35 % de la de los adultos, mucho mayor que el de los humanos actuales, que es del 25 %. De hecho, Simpson 2008 predice un capacidad craneal en la edad adulta de estos recién nacidos de 880 cm³, acorde con los datos de los erectus conocidos, 600-1067 cm³. Para BSN49/P27 se ha estimado un máximo al nacimiento de 315 cm³.
Se ha descrito como con grandes parecidos con las pelvis de otros Homo, pero reteniendo características de Australopithecus, lo que le hace una mezcla de mofología antigua con moderna.